# Zina Bethune
Zina Bianca Bethune (Staten Island, 17 febbraio 1945 – Los Angeles, 12 febbraio 2012) è stata un'attrice statunitense.

Muore il 12 febbraio 2012 a seguito di un investimento stradale da parte di un'automobile, a seguito del quale finisce nell'altra corsia dove viene nuovamente travolta.

## Filmografia parziale

### Cinema
- Sunrise at Campobello, regia di Vincent J. Donehue (1960)
- Chi sta bussando alla mia porta (Who's That Knocking at My Door), regia di Martin Scorsese (1967)
- Cocaina (The Boost), regia di Harold Becker (1988)

### Televisione
- Sentieri (The Guiding Light) – serie TV, 2 episodi (1956-1958)
- Kraft Television Theatre – serie TV, 1 episodio (1958)
- Little Women – film TV (1958)
- Sunday Showcase – serie TV, 1 episodio (1959)
- The United States Steel Hour – serie TV, 2 episodi (1959-1961)
- Route 66 – serie TV, 2 episodi (1960-1962)
- The Nurses – serie TV, 98 episodi (1962-1965)
- Squadra emergenza (Emergency!) – serie TV, 2 episodi (1974-1976)
- Santa Barbara – soap opera, 2 puntate (1986)
- Nutcracker: Money, Madness & Murder – serie TV, 3 episodi (1987)
- Cinque in famiglia (Party of Five) – serie TV, 1 episodio (1995)